# 原恆星
原恆星（Protostar）是在星際介質中的巨分子雲收縮下出現的天體，是恆星形成過程中的早期階段。對一個太陽質量的恆星而言，這個階段至少持續大約100,000年。它開始於分子雲核心的密度增加，結束於金牛T星的形成，然後就發展進入主序帶。這個階段由金牛T風－一種恆星風的開始宣告結束，標誌著恆星從質量的吸積進入能量的輻射。
觀測顯示巨型分子雲總體上近似在維里平衡的狀態，星雲中的重力束縛能被星雲中構成分子的動能平衡。任何對雲氣的干擾都可能擾亂它的平衡狀態，干擾的例子可以是來自超新星的震波；星系內旋臂的密度波，或是與其他雲氣的接近或碰撞。無論擾動的來源是何種，只要夠大就可能在雲氣內特定的地區造成重力大於熱動能的重力變化。
英國的物理學家詹姆士·金斯曾詳細的討論過上述的现象。他能顯示，在適當的情況下，一團雲氣或其中的一部分，將開始如上所述的收縮。他導出了一條公式可以計算雲氣所需要的大小和質量，以及在重力收縮開始前的溫度和密度。這個臨界質量就是所知的金斯質量，可以由下式得到：
{\displaystyle M_{j}={\frac {9}{4}}\times \left({\frac {1}{2\pi n}}\right)^{\frac {1}{2}}\times {\frac {1}{m^{2}}}\times \left({\frac {kT}{G}}\right)^{\frac {3}{2}}}
此處 n是特定區域的密度，m是在雲氣內氣體平均的質量，而T是氣體的溫度。

## 碎裂
恆星經常被發現是成群的，而且看似同一個時間形成的，也就是所知道的星團。這可以被解釋為當雲氣收縮時他的密度是不均勻的。事實上，第一個指出這一點的是理查德·拉森，當恆星在巨分子雲內形成時，可以全面的觀察到在雲氣內所有尺度上的湍流速度都增加了。這些湍流的速度壓縮氣體產生震波，通常會在巨分子雲尺度和密度的廣大範圍內引發絲狀和團塊的結構。這個過程被稱為湍流碎裂。一些團塊結構超過了金斯質量並且重心變得不穩定，可能會在被分顆成單一或多星的系統。
無論原因為何，雲氣因碎裂而變得較小，密度較高的區域可能會持續再成為更小的區域，結果是成為原恆團。這與星團是普遍存在的觀測現象一致。

## 來自重力能量的加熱
當雲氣繼續收縮時，它的溫度會增加。這不是核反應造成的，只是重力能量轉換成的熱動能。當微粒（原子或分子）因為在收縮的碎片中而減少至質量中心的距離時，就會導致重力能量的減少。但是因為總能量的守恆，因此伴隨著重力能量的減少，微粒的動能就必須相對的增加。熱動能的增加也會表現在雲氣溫度的增加，雲氣越收縮溫度增加的就越多。
分子間的碰撞經常也可以讓它們成為激發狀態，然後經由輻射的發射衰變狀態。這些輻射都有特定的頻率，在這些溫度（10到20K）發射的輻射是光譜中的微波或紅外線。這些輻射大部分都會由雲氣中逃逸，因此能防止溫度快速的上升。
當雲氣收縮時，分子的數值密度會增加，這終將使得散發的輻射越來越難以逃逸。實際上，氣體對這些輻射會變得不透明，並且雲氣內的溫度將開始更迅速的上升。
雲氣在紅外線變得不透明的事實，也使我們難以直接觀測到雲氣內發生的變化。我們必須使用波長更長的無線電觀察還能逃逸出來的輻射。另外，理論和計算機的數值模擬也是了解這個階段所必須的。
直到周圍的物體落入中心的凝塊，原恆星的階段才算開始。而當周圍的氣體和塵粒都已經消散，吸積的過程也都停止，這顆原恆星才會被考慮是前主序星。

## 歷史
"原恆星"這個字眼是在1889年的出版品上才首度出現的。
" protostar acquiring two condensations will become a binary and be stable thereafter [..] Whether a binary or a single star results depends largely on the total angular momentum of the protostar"
"原恆星獲得兩個濃縮體將發展成為聯星並且是穩定的[..]其結果是聯星或單獨的恆星，取決於原恆星的總角動量。"

## 註解
1. ↑  Astronomical Society of the Pacific (1889) page 388

## 外部連結
- Planet-Forming Disks Might Put Brakes On Stars （页面存档备份，存于） (SpaceDaily) Jul 25, 2006
- Planets could put the brakes on young stars （页面存档备份，存于） Lucy Sherriff (The Register) Thursday 27th July 2006 13:02 GMT
- Why Fast-Spinning Young Stars Don't Fly Apart （页面存档备份，存于） (SPACE.com) 24 July 2006 03:10 pm ET